# Multichannel television sound
Multichannel television sound, (sonido multicanal de televisión), más conocido como MTS (o también como BTSC, por “Broadcast Television Systems Comitee", sus creadores) es el método de codificación de tres canales adicionales de audio dentro de la portadora de sonido en el sistema NTSC.

## Historia
Fue adoptado por el FCC (Federal Communications Commission - Comisión Federal de Comunicaciones de los Estados Unidos de América) como la norma estadounidense de transmisión de televisión estereofónica en 1984.

## Países
Ha sido adoptado también por:
- Canadá, para NTSC
- Colombia, para NTSC
- Chile, para NTSC
- Japón, para NTSC-J
- México, para NTSC
- Perú, para NTSC
- Filipinas, para NTSC
- Brasil, para PAL-M (televisión) y NTSC
- Argentina, para PAL-N (En televisión analógica) y NTSC (en señales de televisión por suscripción)
- Uruguay, para PAL-N y NTSC (televisión)
- República de China, para NTSC

## Cómo funciona el MTS
El primer canal es el canal estéreo diferencia (izquierdo menos derecho), usado para adicionar sonido estereofónico al canal de audio monofónico existente ( izquierdo más derecho, estéreo suma).
En otras palabras, el sonido monofónico normal de televisión consiste en la información de I+D (izquierdo + derecho, L+R en inglés). Una segunda señal (MTS) va montada sobre esta onda portadora monofónica. Esta señal MTS consiste en I-D (izquierdo – derecho, L-R en inglés)
- Cuando los dos canales de audio son sumados (I+D más I-D) se obtiene el canal izquierdo.
- Cuando el segundo canal es restado del primero a través de una inversión de fase (I+D menos I-D) se obtiene el canal derecho.

El criterio de funcionamiento es muy similar al utilizado en la transmisión de sonido estereofónico en emisoras de radio de frecuencia modulada (FM), conocido como “estéreo múltiplex “ ó “estéreo MPX”. Es decir, la introducción de una señal sub-portadora en el canal de audio (de 38 kHz en FM. El doble de la frecuencia de barrido horizontal, en TV) modulada en amplitud por la señal estéreo diferencia. Se agrega además una señal piloto para identificación, y para sincronizar la demodulación en el receptor (de 19 kHz en FM. Igual a la de barrido horizontal, en TV).
Además, la diferencia fundamental del sistema MTS con el sistema MPX de FM, es la incorporación de un sistema de reducción de ruido “[[[…] El disco codificado dbx […] Los discos codificados dbx emplean un proceso de codificación/descodificación único que virtualmente elimina el ruido de la superficie de grabación mientras aumenta dramáticamente el rango dinámico de la grabación. El disco dbx es aproximadamente 30 dB más silencioso que un disco convencional. Además, el rango dinámico de la música en los discos codificados con dbx es igual al experimentado durante la sesión de grabación, lo que representa una ventaja significativa sobre los discos convencionales que tienen un rango dinámico limitado. Ahora, con los discos codificados en dbx, podemos disfrutar por primera vez del rango dinámico completo y la presencia de la música en un fondo de puro silencio. El sonido de un disco codificado en dbx generalmente será indistinguible del de la cinta maestra o de la señal de audio directa a partir de la cual se realiza el registro. Cualquier ruido extraño que esté presente en la cinta maestra permanecerá en estas grabaciones, ya que no se ven afectados por el proceso de codificación/decodificación del disco dbx. Por lo tanto, cuanto mejor sea la cinta maestra desde el punto de vista del ruido, mejor será la calidad de sonido final del disco. Los beneficios audibles potencialmente disponibles de las mejoras recientes y futuras en la grabación de sonido (por ejemplo, técnicas de grabación directa en disco y digital) se realizarán en su máxima extensión solo si se elimina la distracción del molesto ruido de la superficie de grabación. Los discos codificados con dbx cumplen este objetivo.|dbx]]”, lo que logra mejorar la relación señal/ruido principalmente cuando la señal de televisión es débil. Este problema es muy evidente en los receptores de radio de FM estereofónicos, en los que se escucha un fuerte soplido cuando la señal de radio recibida es de baja intensidad.

## Desempeño real del MTS en el mundo
- En circunstancias ideales, el MTS Estéreo es alrededor de 1,5 dB mejor en su desempeño que la de radio FM Estéreo en VHF.
- Usualmente con MTS, así como sucede con las radios FM Estéreo en VHF, se encuentra cierta cantidad de modulación cruzada (crosstalk, en inglés), limitando la separación estereofónica.

La información estéreo es codificada con el sistema reductor de ruido dbx para incrementar la relación señal/ruido (con niveles bajos de señal), ayudando a la reducción de ruido. Debido al uso del compresor dbx, cada dispositivo de TV que utiliza circuitos analógicos para decodificar MTS, cuestan algo más, a causa del pago de derechos de patente a dbx, Inc., hasta que estos caduquen. Estos derechos no se aplican, sin embargo, al uso de circuitos digitales.

## Cómo se utilizan los canales de audio MTS
El segundo programa de audio (SAP, Second audio program, según su sigla en inglés) también es parte de la norma, el cual provee otros idiomas, servicios de descripción de video cómo DVS (DVS), o un servicio completamente individual, cómo programación radiofónica o información climatológica.
Un tercer canal denominado PRO (profesional, professional, en inglés) es provisto para uso interno de la emisora, y puede manejar audio o datos. El canal PRO es normalmente usado con la recopilación electrónica de noticias (electronic news gathering, en inglés) durante la difusión de noticias para poder establecer un diálogo con una ubicación remota (con un reportero en exteriores, por ejemplo), el cual puede responder a través de un enlace remoto con la estación de TV.
- Generalmente, los receptores capaces de recibir el canal PRO, se venden solamente a emisoras profesionales de TV.
- NICAM tiene una función similar al canal PRO, la cual ha sido implementada sólo en el Reino Unido. (http://tallyho.bc.nu/~steve/nicam.html#SPARE Archivado el 14 de febrero de 2005 en Wayback Machine.).

Las señales MTS son identificadas al receptor de televisión por el agregado de una señal piloto de 15,734 kHz a la señal de audio. Esta frecuencia de la señal ha sido levemente modificada en el caso de Argentina, ya que la frecuencia de barrido horizontal en ese país es de 15,625 kHz, según su norma N de televisión, por lo que ha debido establecerse la misma cómo frecuencia de la señal piloto (y los correspondientes múltiplos para las sub-portadoras)